# Audi Urbansphere Concept
L'Audi Urbansphere est un concept car de Monospace 100 % électrique et autonome du constructeur automobile allemand Audi présenté en 2022.

## Présentation
L'Urbansphere concept devait être présenté au salon de l'automobile de Pékin 2022, mais celui-ci a été annulé en raison de la situation sanitaire locale liée au COVID-19. L'Audi Urbansphère concept est finalement dévoilé le 19 avril 2022.
L'Urbansphere est le dernier modèle du triptyque de concept cars d'Audi avec les Grandsphere et Skysphere présentés en 2021.
Le concept car a été développé en collaboration entre les studios de design d’Audi à Pékin (Chine), et le siège du constructeur à Ingolstadt (Allemagne). Ses 5,51 m de longueur montrent en effet qu'il est plus adapté au marché chinois qu'européen.

## Caractéristiques techniques
L'Audi Urbansphere est dotée de portes arrière à ouverture antagoniste et la structure de l'automobile est dépourvue de montant central. Associés à un empattement de 3,4 m, l'équivalent d'une Renault twingo de 1re génération, cela permet d'offrir un large espace intérieur entièrement accessible avec les portes ouvertes.
La calandre s'étend sur la totalité de la face avant du concept intégrant des leds appelées « Audi Light Canvas », qui dans leur disposition dessine en filigrane les contours de la calandre « Single frame » de la marque.